# Seznam poslancev Narodne skupščine Kraljevine Jugoslavije, izvoljenih v Dravski banovini leta 1931
Seznam slovenskih poslancev zajema poslance, ki so bili 8.novembra 1931 v Dravski banovini izvoljeni v Narodno skupščino Kraljevine Jugoslavije. 
| Ime                  | Nosilec državne kandidatne liste | poklic                                                    |
| -------------------- | -------------------------------- | --------------------------------------------------------- |
| Janko Barle          | Petar Živković                   | župnik                                                    |
| Josip Benko          | Petar Živković                   | industrialec in veleposestnik                             |
| Anton Cerer          | Petar Živković                   | gostilničar in posestnik                                  |
| Alojzij Drmelj       | Petar Živković                   | posestnik in župan                                        |
| Karel Gajšek         | Petar Živković                   | notarski pripravnik                                       |
| Anton Hajdinjak      | Petar Živković                   | posestnik in kovač                                        |
| Anton Klinc          | Petar Živković                   | posestnik in župan                                        |
| Albin Koman          | Petar Živković                   | posestnik, kmet                                           |
| Albert Kramer        | Petar Živković                   | minister gradbeništva                                     |
| Anton Krejči         | Petar Živković                   | posestnik in tovarniški ravnatelj                         |
| Dako (Danijel) Makar | Petar Živković                   | posestnik in hotelir                                      |
| Ivan Mohorič         | Petar Živković                   | generalni tajnik Zbornice za trgovino, obrt in industrijo |
| Milan Mravlje        | Petar Živković                   | geometer in posestnik                                     |
| Franjo Pahernik      | Petar Živković                   | posestnik                                                 |
| Alojzij Pavlič       | Petar Živković                   | profesor in veroučitelj                                   |
| Lovro Petovar        | Petar Živković                   | poštar v pokoju                                           |
| Ljudevit Pivko       | Petar Živković                   | profesor v pokoju                                         |
| Ivan Prekoršek       | Petar Živković                   | upravitelj javne bolnice                                  |
| Ivan Pucelj          | Petar Živković                   | minister brez porfelja                                    |
| Rasto Pustoslemšek   | Petar Živković                   | novinar                                                   |
| Stane Repe           | Petar Živković                   | privatni uradnik                                          |
| Vekoslav Spindler    | Petar Živković                   | novinar                                                   |
| Ivan Urek            | Petar Živković                   | posestnik in župan                                        |
| Bogumil Vošnjak      | Petar Živković                   | minister v pokoju                                         |
| Jakob Zemljič        | Petar Živković                   | župan in posestnik                                        |